# 贡山鮡
贡山鮡（学名：Pareuchiloglanis gongshanensis）为鮡科鮡属的鱼类，俗名石扁头。在中国，分布于怒江上游水系等，主要生活于多石的主河道和溪流以及水势湍急.平时隐居石缝间隙。该物种的模式产地在云南贡山县城。其种加词“gongshanensis”意为“云南贡山的”。